# Ołeksandr Szutow
Ołeksandr Wałentynowycz Szutow, ukr. Олександр Валентинович Шутов (ur. 12 czerwca 1975 w Bałakławie w obwodzie krymskim) – ukraiński piłkarz, grający na pozycji pomocnika.

## Kariera piłkarska

### Kariera klubowa
Wychowanek DJuSSz w Bałakławie, a potem Internatu Sportowego w Ługańsku. W 1992 rozpoczął karierę piłkarską w miejscowym klubie Czajka Sewastopol, skąd następnego roku przeszedł do Tawrii Symferopol. Latem 1994 przeniósł się do klubu Zoria-MAŁS Ługańsk. W marcu 1995 wyjechał do Rosji, gdzie został piłkarzem Rostsielmaszu Rostów nad Donem. W 1996 podpisał kontrakt z CSKA Moskwa. W sezonie 1997/1998 został wypożyczony do Czornomorca Odessa. Po powrocie z wypożyczenia występował w drugiej drużynie CSKA, a potem w amatorskiej drużynie Horniak Bałakława. Od 1999 bronił barw zagranicznych klubów Czernomoriec Noworosyjsk, Sławija Mozyrz, Amkar Perm i Tom Tomsk. Latem 2006 powrócił do Tawrii Symferopol. W 2010 zakończył karierę piłkarską w PFK Sewastopol.

### Kariera reprezentacyjna
W 1996 rozegrał jeden mecz w młodzieżowej reprezentacji Ukrainy.

## Sukcesy i odznaczenia

### Sukcesy klubowe
- wicemistrz Rosji: 1998
- mistrz Białorusi: 2000